# Muralhas de Ston
As ‎‎Muralhas de Ston‎‎ são uma série de ‎‎muralhas ‎‎de pedra defensiva, originalmente com mais de 7 quilômetros de comprimento, que cercaram e protegeram a cidade de ‎‎Ston,‎‎ na ‎‎Dalmácia, ‎‎parte da ‎‎República de Ragusa,‎‎ no que hoje é o sul da ‎‎Croácia.‎ Sua construção foi iniciada em 1358. No Portão das muralhas (‎‎Poljska vrata‎‎) há uma inscrição em latim que data de 1506. Hoje, é um dos sistemas de fortificação mais longos e conservados do mundo.

## Construção
Apesar de estar bem protegida pelas enormes muralhas da cidade, a República de Ragusa utilizou ‎‎Pelješac‎‎ para construir outra linha de defesa.